# Лю Хуацин
Лю Хуаци́н (кит. трад. 劉華清, октябрь 1916, пров. Хубэй — 14 января 2011, Пекин) — китайский адмирал и генерал-полковник, член Посткома Политбюро ЦК КПК (1992-1997), зампред Центрвоенсовета (КПК 11.1989 - 09.1997, КНР 03.1993 - 03.1998). В 1982—1988 годах командующий ВМС НОАК.
В Китае называется «отцом современного ВМФ».
Член КПК, член ЦК КПК 12 созыва, член Посткома Политбюро ЦК КПК 14 созыва.

## Биография
Родился в уезде Хуанъань провинции Хубэй (в 1933 году его родные места вошли в состав нового уезда Лишань, который в 1952 году был переименован в Дау).
Вступил в КПК в 14 лет, участник китайско-японской войны.
В 1954—1958 гг. учился у советского адмирала Сергея Горшкова в военно-морской академии им. Ворошилова в Ленинграде.
В 1979—1982 гг. замглавы Генштаба НОАК.
В 1982—1988 годах командующий ВМС НОАК.
Зампред Центрвоенсовета (КПК 11.1989 - 09.1997, КНР 03.1993 - 03.1998).
Был членом Центральной комиссии советников КПК. Накануне 15-го съезда ожидалось, что он не будет переизбран в Политбюро, что и произошло.
Являлся членом Постоянных комитетов Президиумов 16-го и 17-го съездов КПК.
Скончался в результате болезни.
24 января 2011 года на революционном кладбище Бабаошань в Пекине состоялась кремация его тела.

## Семья
Дочь - Liu Chaoying.

## Награды
- Орден Дружбы (13 ноября 1999 года, Россия) — за большой вклад в развитие и укрепление российско-китайской дружбы и сотрудничества[9].